# Rumboci
Rumboci (en cyrillique : Румбоци) est un village de Bosnie-Herzégovine. Il est situé dans la municipalité de Prozor-Rama, dans le canton d'Herzégovine-Neretva et dans la fédération de Bosnie-et-Herzégovine. Selon les premiers résultats du recensement bosnien de 2013, il compte 1 721 habitants.

## Géographie
Le village est situé sur la rive nord-ouest du lac de Rama.

## Démographie

### Évolution historique de la population dans la localité
| 1948 | 1953 | 1961 | 1971  | 1981  | 1991  | 2013  |
| ---- | ---- | ---- | ----- | ----- | ----- | ----- |
| -    | -    | 941  | 1 248 | 1 581 | 1 655 | 1 721 |

|  |

### Communauté locale
En 1991, la communauté locale de Rumboci comptait 2 989 habitants, répartis de la manière suivante :